# USS PC-451
Le USS PC-451 est le premier chasseur de sous-marin expérimental  de l'United States Navy, prototype de la future classe PC-461

## Histoire
Ce chasseur de sous-marin, sous le nom de Hull N° 166, est propulsé par un combiné diesel-électrique.
En août 1940, il est mis en service sous le nom de USS PC-451. Il sert essentiellement, durant la Seconde Guerre mondiale, sur la côte est des États-Unis.

Il est mis hors service dès décembre 1945 et transféré pour démolition

### Note et référence
- (de) Cet article est partiellement ou en totalité issu de l’article de Wikipédia en allemand intitulé « PC-451/452 » (voir la liste des auteurs).